# Sofia Open 2018
Il Diema Xtra Sofia Open 2018 è stato un torneo di tennis giocato sul cemento indoor nella categoria ATP Tour 250 nell'ambito dell'ATP World Tour 2018. È stata la terza edizione del Torneo di Sofia. Si è giocato all'Arena Armeec di Sofia, in Bulgaria, dal 5 all'11 febbraio 2018.

## Partecipanti

### Teste di serie
| Nazionalita | Giocatore             | Ranking* | Testa di serie |
| ----------- | --------------------- | -------- | -------------- |
| Svizzera    | Stan Wawrinka         | 15       | 1              |
| Francia     | Adrian Mannarino      | 25       | 2              |
| Lussemburgo | Gilles Müller         | 28       | 3              |
| Germania    | Philipp Kohlschreiber | 36       | 4              |
| Paesi Bassi | Robin Haase           | 42       | 5              |
| Serbia      | Viktor Troicki        | 67       | 6              |
| Portogallo  | João Sousa            | 68       | 7              |
| Russia      | Evgenij Donskoj       | 71       | 8              |

* Ranking al 29 gennaio 2018.

### Altri partecipanti
I seguenti giocatori hanno ricevuto una wild card per il tabellone principale:
- Adrian Andreev
- Alexander Donski
- Dimitar Kuzmanov

I seguenti giocatori sono entrati nel tabellone principale passando dalle qualificazioni:

- Mirza Bašić
- Ernests Gulbis
- Martin Kližan
- Jozef Kovalík

I seguenti giocatori sono entrati in tabellone come lucky loser:
- Salvatore Caruso
- Florian Mayer

## Ritiri
Prima del torneo
- Grigor Dimitrov → sostituito da  Stan Wawrinka
- Matthew Ebden → sostituito da  Florian Mayer
- Chung Hyeon → sostituito da  Blaž Kavčič
- Filip Krajinović → sostituito da  Marcos Baghdatis
- Michail Kukuškin → sostituito da  Salvatore Caruso
- Lu Yen-hsun → sostituito da  Malek Jaziri

## Campioni

### Singolare
Mirza Bašić ha battuto in finale  Marius Copil con il punteggio di 7–6(6), 6(4)–7, 6–4.
- È il primo titolo in carriera per Bašić.

### Doppio
Robin Haase /  Matwé Middelkoop hanno battuto in finale  Nikola Mektić /  Alexander Peya con il punteggio di 5–7, 6–4, [10–4].